# Ara
Ara (Ara), a Ara ou Altar, é uma constelação do hemisfério celestial sul. O genitivo, usado para formar nomes de estrelas, é Arae.
As constelações vizinhas, segundo a padronização atual, são a Coroa do Sul, o Escorpião, o Esquadro, o Triângulo Austral, a Ave-do-Paraíso, o Pavão e o Telescópio.

## Ilustrações
No geral, a constelação do Altar é ilustrada como uma ara (altar de sacrifícios), soltando fumaça que "sobe" em direção ao sul. No entanto, os detalhes variam.
Em 1482, com a recente invenção da imprensa, uma xilogravura da obra Poeticon Astronomicon, do poeta e astrônomo Gaio Júlio Higino, mostra um altar de incenso, cercado de entes demoníacos.
Em 1603, Johann Bayer descreveu a constelação como um altar de incenso, cuja fumaça sobe em direção ao sul.
Nos séculos XVI e XVII, Willem Blaeu, cartógrafo celeste holandês, representou-a novamente como uma ara, com um animal queimando em sacrifício. Ao contrário da maior parte das representações, a fumaça agora subia em direção ao norte, representada por Alpha Arae, estrela mais brilhante da constelação.
A representação que mais foge do usual é a do poeta grego Arato, que ilustrou a constelação como um farol. Nela, as estrelas Alpha Aare, Epsilon Arae e Zeta Arae representavam a estrutura, e Eta Arae a luz do farol.

## Mitologia
No mito grego, cria-se que esse era a ara, construída pelos ciclopes, onde os deuses deitaram ofertas entre si como sinal de aliança na guerra contra os titãs. Imitando os deuses, os homens passaram a realizar ofertas em altares para pedir auxílio, em troca de fidelidade para com os divinos.